# Папуга філіпінський
Папуга філіпінський (Bolbopsittacus lunulatus) — вид папугоподібних птахів родини Psittaculidae. Ендемік Філіппін. Це єдиний представник монотипового роду Філіпінський папуга (Bolbopsittacus). Його найближчими родичами є нерозлучники і кориліси.

## Опис

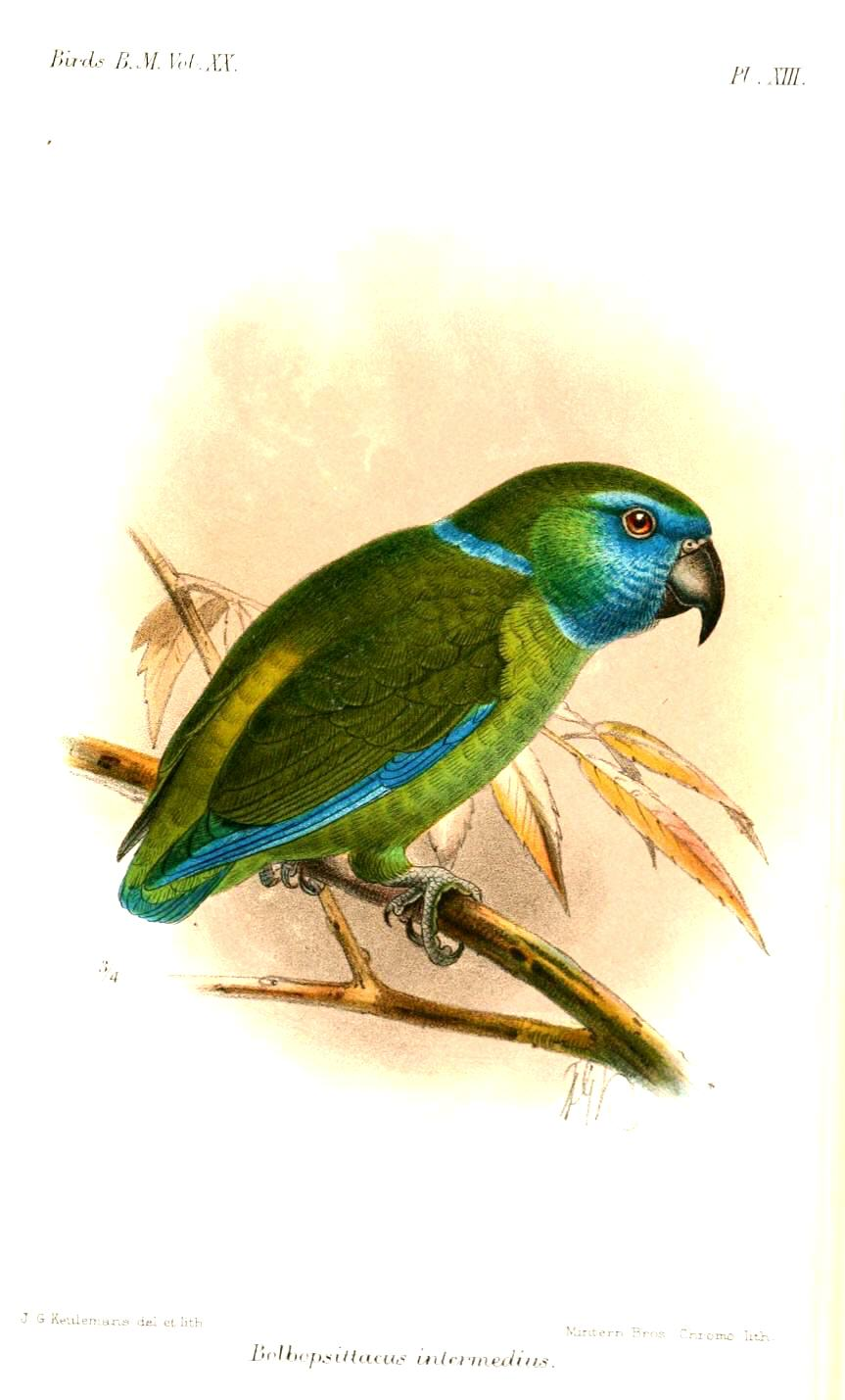
Філіпінський папуга (підвид B. l. intermedius)

Довжина птаха становить 15-16 см, вага 65-70 г. Хвіст короткий, округлий, дзьоб відносно великий, восковиця неоперена. Виду притаманний статевий диморфізм. Самці мають переважно зелене забарвлення, нижня частина тіла у них має жовтуватий відтінок. Обличчя, шия і першорядні махові пера світло-блакитні, надхвістя жовтувато-зелене. Дзьоб сизий, на кінці темний, очі темно-карі. У самиць блакитна пляма на голові менша, "комірець" на шиї жовтий, на потилиці і надхвісті є чорні плями у формі півмісяця, дзьоб світло-сірий.

## Підвиди
Виділяють чотири підвиди:
- B. l. lunulatus (Scopoli, 1786) — острів Лусон;
- B. l. callainipictus Parkes, 1971 — острів Самар;
- B. l. intermedius Salvadori, 1891 — острови Лейте і Панаон[en];
- B. l. mindanensis (Steere, 1890) — острів Мінданао.

## Поширення і екологія
Філіпінські папуги живуть у вологих рівнинних тропічних лісах, на узліссях і плантаціях. Живляться переважно плодами. Гніздяться в дуплах дерев. В кладці 3-4 яйця.